# Manuel Seco Gutiérrez
Manuel Seco Gutiérrez (Celada Marlantes, Campoo de Enmedio, Cantàbria, 4 d'octubre de 1912 - Turón, Astúries, 9 d'octubre de 1934) fou un prevere i professor, de l'orde dels Germans de les Escoles Cristianes amb el nom de religió d'Anicet Adolf. Mort màrtir durant la Revolució d'Astúries de 1934, és venerat com a sant per l'Església catòlica.

## Biografia
Nascut a un poblet fronterer amb Castella, era fill de Pío Seco i Catalina Gutiérrez, família humil amb cinc fills. La seva mare morí aviat, i els fills foren criats pel pare i els avis. Tres dels germans feren vida religiosa i estudiaren a Bujedo (província de Burgos), a un col·legi dels Germans de La Salle. Manuel hi començà els estudies l'1 de setembre de 1925 i poc després morí el seu pare.

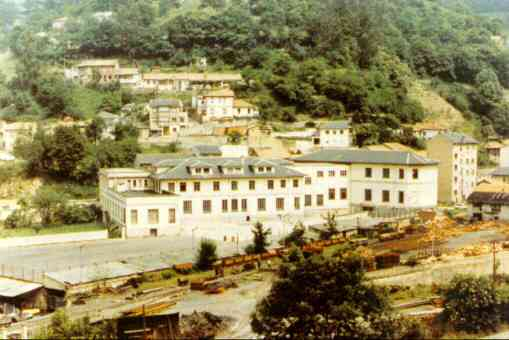
Antic col·legi de La Salle de Turón (Astúries)

El 6 de setembre de 1928 ingressà al noviciat dels lasal·lians i el 2 de febrer de l'any següent professà els seus vots, prenent el nom d'Anicet Adolf. El febrer de 1930 fe els vots definitius. Va obtenir el títol oficial per a exercir de professor i fou destinat al col·legi de Nuestra Señora de Lourdes de Valladolid, on fou de l'agost de 1932 a l'octubre de 1933, quan és assignat a l'escola Nuestra Señora de Covadonga de la vall minera de Turón per fer classes als nens més petits.
L'estiu de 1934 visità la seva família i, després de passar per Valladolid i renovar-hi els seus vots, tornà a Turón per preparar el curs següent. L'octubre esclatà la Revolució d'Astúries i es desfermà l'anticlericalisme i les persecucions dels religiosos. El 5 d'octubre, mentre els Germans de La Salle celebraven la missa, foren arrestats pels revolucionaris i tancats. Sense haver-se pogut comunicar amb ningú i sense judici, el dia 9 els nou religiosos lasal·lians i un de passionista foren portats al cementiri del poble i afusellats.

## Veneració
El grup de Germans de La Salle morts aquells dies foren beatificats per Joan Pau II el 29 d'abril de 1990; el mateix papa els canonitzà 22 de novembre de 1999.